# Jean-Jacques Marcel
Jean-Jacques Marcel (Brignoles, 13 de junio de 1931 - ibídem, 3 de octubre de 2014) fue un futbolista francés que jugaba en la demarcación de centrocampista.

## Biografía
Debutó como futbolista en 1949 con el FC Sochaux-Montbéliard tras formarse en un club de su ciudad natal. En 1953 se hizo con la Copa Charles Drago, además de quedar en segunda posición en la Ligue 1 tras el Stade de Reims. En 1954, el Olympique de Marsella se hizo con sus servicios. Tres años después volvió a hacerse con la Copa Charles Drago. Tras jugar cinco años en el club, fichó por una temporada por el SC Toulon, quedando finalista de la Copa Charles Drago. Finalmente, en 1960, se fue traspasado al RCF Paris por cinco años, quedando en segunda posición en 1960 y en 1961 en la Ligue 1.

## Selección nacional
|       | Fecha                   | Competición                  | Lugar                        | Adversario          | Resultado | Goles | Nota    |
| ----- | ----------------------- | ---------------------------- | ---------------------------- | ------------------- | --------- | ----- | ------- |
| 1     | 14 de mayo de 1953      | Amistoso                     | Colombes                     | Gales               | 6-1       | 0     | -       |
| 2     | 11 de junio de 1953     | Amistoso                     | Rasunda Stadium (Solna)      | Suecia              | 0-1       | 0     | -       |
| 3     | 4 de octubre de 1953    | Clasificación Copa del mundo | Dalymount Park (Dublín)      | Irlanda             | 5-3       | 0     | -       |
| 4     | 18 de octubre de 1953   | Amistoso                     | Dynamo (Zagreb)              | Yugoslavia          | 1-3       | 1     | -       |
| 5     | 11 de noviembre de 1953 | Amistoso                     | Colombes                     | Suiza               | 2-4       | 0     | -       |
| 6     | 25 de noviembre de 1953 | Clasificación Copa del mundo | Parc des Princes             | Irlanda             | 1-0       | 0     | -       |
| 7     | 11 de abril de 1954     | Amistoso                     | Colombes                     | Italia              | 1-3       | 0     | -       |
| 8     | 30 de mayo de 1954      | Amistoso                     | Heysel (Bruselas)            | Bélgica             | 3-3       | 0     | -       |
| 9     | 16 de junio de 1954     | Copa del mundo               | La Pontaise (Lausanne)       | Yugoslavia          | 0-1       | 0     | -       |
| 10    | 19 de junio de 1954     | Copa del mundo               | Charmilles (Ginebra)         | México              | 3-2       | 0     | -       |
| 11    | 9 de octubre de 1955    | Amistoso                     | Saint-Jacob (Basilea)        | Suiza               | 2-1       | 0     | -       |
| 12    | 23 de octubre de 1955   | Amistoso                     | Dynamo (Moscú)               | Unión Soviética     | 2-2       | 0     | -       |
| 13    | 11 de noviembre de 1955 | Amistoso                     | Colombes                     | Yugoslavia          | 1-1       | 0     | -       |
| 14    | 25 de diciembre de 1955 | Amistoso                     | Heysel (Bruselas)            | Bélgica             | 1-2       | 0     | -       |
| 15    | 15 de febrero de 1956   | Amistoso                     | Comunale (Bolonia)           | Italia              | 0-2       | 0     | -       |
| 16    | 25 de marzo de 1956     | Amistoso                     | Colombes                     | Austria             | 3-1       | 0     | -       |
| 17    | 7 de octubre de 1956    | Amistoso                     | Colombes                     | Hungría             | 1-2       | 0     | -       |
| 18    | 21 de octubre de 1956   | Amistoso                     | Colombes                     | Unión Soviética     | 2-1       | 0     | -       |
| 19    | 11 de noviembre de 1956 | Clasificación Copa del mundo | Colombes                     | Bélgica             | 6-3       | 0     | -       |
| 20    | 24 de marzo de 1957     | Amistoso                     | Estadio Nacional (Lisboa)    | Portugal            | 1-0       | 0     | -       |
| 21    | 2 de junio de 1957      | Clasificación Copa del mundo | Marcel Saupin (Nantes)       | Islandia            | 8-0       | 0     | -       |
| 22    | 1 de septiembre de 1957 | Clasificación Copa del mundo | Laugardalsvöllur (Reikiavik) | Islandia            | 5-1       | 0     | -       |
| 23    | 27 de octubre de 1957   | Clasificación Copa del mundo | Heysel (Bruselas)            | Bélgica             | 0-0       | 0     | -       |
| 24    | 13 de marzo de 1958     | Amistoso                     | Parc des Princes             | España              | 2-2       | 0     | -       |
| 25    | 16 de abril de 1958     | Amistoso                     | Parc des Princes             | Suiza               | 0-0       | 0     | -       |
| 26    | 8 de junio de 1958      | Copa del mundo               | Idrottsparken (Norrköping)   | Paraguay            | 7-3       | 0     | -       |
| 27    | 15 de junio de 1958     | Copa del mundo               | Eyravallen (Örebro)          | Escocia             | 2-1       | 0     | -       |
| 28    | 19 de junio de 1958     | Copa del mundo               | Idrottsparken (Norrköping)   | Irlanda del Norte   | 4-0       | 0     | -       |
| 29    | 24 de junio de 1958     | Copa del mundo               | Råsunda Stadium (Solna)      | Brasil              | 2-5       | 0     | -       |
| 30    | 28 de junio de 1958     | Copa del mundo               | Ullevi (Göteborg)            | Alemania Occidental | 6-3       | 0     | -       |
| 31    | 1 de octubre de 1958    | Clasificación Eurocopa       | Parc des Princes             | Grecia              | 7-1       | 0     | -       |
| 32    | 5 de octubre de 1958    | Amistoso                     | Prater (Viena)               | Austria             | 1-2       | 0     | -       |
| 33    | 26 de octubre de 1958   | Amistoso                     | Colombes                     | Alemania Occidental | 2-2       | 0     | -       |
| 34    | 1 de marzo de 1959      | Amistoso                     | Colombes                     | Bélgica             | 2-2       | 0     | -       |
| 35    | 27 de marzo de 1960     | Clasificación Eurocopa       | Prater (Viena)               | Austria             | 4-2       | 1     | -       |
| 36    | 6 de julio de 1960      | Eurocopa                     | Parc des Princes             | Yugoslavia          | 4-5       | 0     | -       |
| 37    | 6 de julio de 1960      | Eurocopa                     | Vélodrome (Marsella)         | Checoslovaquia      | 0-2       | 0     | -       |
| 38    | 12 de octubre de 1960   | Amistoso                     | St-Jakob (Basilea)           | Suiza               | 2-6       | 0     | -       |
| 39    | 30 de octubre de 1960   | Amistoso                     | Rasunda (Solna)              | Suecia              | 0-1       | 0     | -       |
| 40    | 11 de diciembre de 1960 | Clasificación Copa del mundo | Colombes                     | Bulgaria            | 3-0       | 1     | Capitán |
| 41    | 15 de marzo de 1961     | Amistoso                     | Parc des Princes             | Bélgica             | 1-1       | 0     | Capitán |
| 42    | 2 de abril de 1961      | Amistoso                     | Chamartín (Madrid)           | España              | 0-2       | 0     | -       |
| 43    | 2 de abril de 1961      | Clasificación Copa del mundo | Colombes                     | Finlandia           | 0-2       | 0     | Capitán |
| 44    | 18 de octubre de 1961   | Amistoso                     | Heysel (Bruselas)            | Bélgica             | 0-3       | 0     | Capitán |
| Total | Total                   | Total                        | Total                        | Total               | Total     | 3     | -       |

## Clubes
| Temporada   | Club                  | País    | Campeonato | Campeonato | Campeonato | Copas nacionales | Copas nacionales | Copas de Europa | Copas de Europa | Copas de Europa | Selección | Selección |
| Temporada   | Club                  | País    | División   | Partidos   | Goles      | Partidos         | Goles            | Tipo            | Partidos        | Goles           | Partidos  | Goles     |
| ----------- | --------------------- | ------- | ---------- | ---------- | ---------- | ---------------- | ---------------- | --------------- | --------------- | --------------- | --------- | --------- |
| 1949 - 1950 | FC Sochaux            | Francia | Division 1 | 3          | 0          | -                | -                | -               | -               | -               | 0         | 0         |
| 1950 - 1951 | FC Sochaux            | Francia | Division 1 | 28         | 3          | -                | -                | -               | -               | -               | 0         | 0         |
| 1951 - 1952 | FC Sochaux            | Francia | Division 1 | 28         | 3          | 1                | 0                | -               | -               | -               | 0         | 0         |
| 1952 - 1953 | FC Sochaux            | Francia | Division 1 | 28         | 4          | 3                | 1                | -               | -               | -               | 2         | 0         |
| 1953 - 1954 | FC Sochaux            | Francia | Division 1 | 29         | 2          | 1                | 0                | -               | -               | -               | 8         | 1         |
| 1954 - 1955 | Olympique de Marsella | Francia | Division 1 | 32         | 5          | 1                | 0                | -               | -               | -               | 0         | 0         |
| 1955 - 1956 | Olympique de Marsella | Francia | Division 1 | 33         | 3          | 6                | 1                | -               | -               | -               | 6         | 0         |
| 1956 - 1957 | Olympique de Marsella | Francia | Division 1 | 30         | 5          | 7                | 4                | -               | -               | -               | 5         | 0         |
| 1957 - 1958 | Olympique de Marsella | Francia | Division 1 | 32         | 4          | 1                | 0                | -               | -               | -               | 9         | 0         |
| 1958 - 1959 | Olympique de Marsella | Francia | Division 1 | 31         | 5          | 2                | 0                | -               | -               | -               | 4         | 0         |
| 1959 - 1960 | SC Toulon             | Francia | Division 1 | 31         | 4          | 7                | 1                | -               | -               | -               | 3         | 1         |
| 1960 - 1961 | RCF Paris             | Francia | Division 1 | 38         | 15         | 5                | 2                | -               | -               | -               | 5         | 1         |
| 1961 - 1962 | RC Paris              | Francia | Division 1 | 35         | 16         | 3                | 0                | -               | -               | -               | 2         | 0         |
| 1962 - 1963 | RC Paris              | Francia | Division 1 | 27         | 4          | 3                | 0                | -               | -               | -               | 0         | 0         |
| 1963 - 1964 | RC Paris              | Francia | Division 1 | 21         | 2          | 3                | 0                | C3              | 2               | 0               | 0         | 0         |
| 1964 - 1965 | RC Paris              | Francia | Division 2 | 18         | 5          | ?                | ?                | -               | -               | -               | 0         | 0         |
| Total       | Total                 | Total   | Total      | 444        | 78         | 49               | 9                | -               | 2               | 0               | 44        | 3         |

## Palmarés

### Campeonatos nacionales
| Título             | Club                   | País    | Año  |
| ------------------ | ---------------------- | ------- | ---- |
| Copa Charles Drago | FC Sochaux-Montbéliard | Francia | 1953 |
| Copa Charles Drago | Olympique de Marsella  | Francia | 1957 |